# Trente-sixième district congressionnel de Californie
Le 36e district du Congrès de Californie est un district situé en Californie. Le 36e district est situé principalement dans les régions de South Bay et Westside de Los Angeles. Il comprend les villes de Beverly Hills, Santa Monica, le côté ouest de Culver City, Hermosa Beach, Rancho Palos Verdes, Redondo Beach, Palos Verdes Estates, Rolling Hills Estates, El Segundo, Lomita, Manhattan Beach et le côté ouest de Torrance, ainsi que les quartiers de Los Angeles de Venice, Playa del Rey, Palms, Cheviot Hills, Westwood Village, West Los Angeles, Mar Vista, Westchester, Marina Peninsula et du côté ouest de Harbor City.
Le district est représenté par le Démocrate Ted Lieu.

## Géographie
| #  | Comté       | Siège       | Population |
| -- | ----------- | ----------- | ---------- |
| 37 | Los Angeles | Los Angeles | 9 663 345  |

Le Comté de Los Angeles est divisé entre ce district, le 32e district, le 30e district, le 37e district, le 43e district et le 44e district. Les 36e et 32e districts sont divisés par Adelaide Dr, 602 Kingman Dr-800 Woodacres Rd, The Riviera Country Club, 26th St, Montana Ave, S Bristol Ave, Wellesley Ave/Centinela Ave, 1009 Centinela Ave/1165Centinela Ave, Highway 2, Butler Ave, Purdue Ave, Cotner Ave, Pontius Ave, Santa Monica Blvd, Glendon Ave, Malcolm Ave, Wilshire Blvd, Veteran Ave, W Sunset Blvd, Tower Rd, Franklin Canyon Reservoir, Lago Vista Dr, Monte Cielo Dr, 1280 Coldwater Canyon Dr-1210 Coldwater Canyon Dr, Greystone Park, Ridgecrest Dr, Schuyler Rd, Cherokee Ln, Loma Vista Dr, 400 N Evelyn Pl-1966 Carla Ridge, Ridgemont Dr, Crescent Dr, 410 Martin Ln-1016 N Hillcrest Rd, Sierra Mar Dr, and La Collin Dr.
Les 36e, 30e et 37e sont divisées par Phyllis Ave, N Doheny Dr, N Oakhurst Dr, Burton Way, N Robertson Blvd, 8733 Clifton Way-201 S Le Doux Rd, N San Vicente Blvd, La Cienga Park, S Le Doux Rd, Gregory Way, S Robertson Blvd, Whitworth Dr, Beverly Green Dr, 1271 Beverly Green Dr-1333 Beverly Green Dr, Heath Ave, S Moreno Dr, Highway 2, Century Park W, W Pico Blvd, Patricia Ave, Lorenzo Pl, Monte Mar Dr, Beverwill Dr, Castle Heights Ave, Club Dr, McConnell Dr, National Blvd, Palms Blvd, Overland Ave, Venice Blvd, Highway 405, W Havelock Ave, S St Nicholas Ave, Ballona Creek, et Centinela Creek Channel.
Les 36e, 43e et 44e sont divisées par W Florence Ave, Arbor Vitae St, Westchester Parkway, La Tijera Blvd, W 91st St, Cum Laude Ave, W 92nd St, Waterview St, Napoleon St, Vista Del Mar, W Imperial Highway, Aviation Blvd, Del Aire Park, E Sl Segundo Blvd, S Aviation Blvd, Marine Ave, Inglewood Ave, Highway 91, Redondo Beach Blvd, Hawthorne Blvd, Sepulveda Blvd, Normandie Ave, Frampton Ave, 253rd St, 255th St, Belle Porte Ave, 256th St, 1720 256th St-1733 256th St, 1701 257th St-1733 257th St, 1734 257th St-W 262nd St, Ozone Ave, 263rd St, 26302 Alta Vista Ave-26356 Alta Vista Ave, Pineknoll Ave, Leesdale Ave, Highway 213, Palos Verde Dr N, 26613 Leesdale Ave-Navy Field, S Western Ave, Westmont Dr, Eastview Park, Mt Rose Rd/Amelia Ave, 1102 W Bloomwood Rd-1514 Caddington Dr, N Western Ave, W Summerland St, N Enrose Ave/Miraleste Dr, Miraleste Dr, and the Martin J. Bogdanovich Recreation Center and Park.

### Villes et CDP de 10 000 personnes ou plus
- Los Angeles - 3 820 914
- Torrance - 147 067
- Santa Monica - 93 076
- Redondo Beach - 71 576
- Rancho Palos Verdes - 42 287
- Culver City - 40 779
- Manhattan Beach - 34 137
- Beverly Hills - 32 701
- Lomita - 20 921
- Hermosa Beach - 19 728
- El Segundo - 16 731
- Palos Verdes Estates - 13 347
- Marina del Rey - 8280

### 2500 à 10 000 personnes
- Rolling Hills Estates - 8280

## Historique de vote
| Année | Poste               | Résultats                      |
| ----- | ------------------- | ------------------------------ |
| 1990  | Gouverneur          | Wilson 48,3 % - 46,1 %         |
| 1992  | Président           | Clinton 41,3 % - 35,5 %        |
| 1992  | Sénateur            | Herschensohn 47,9 % - 44,4 %   |
| 1992  | Sénateur (Spéciale) | Feinstein 50,3 % - 42,3 %      |
| 1994  | Gouverneur          | Wilson 62,0 % - 34,8 %         |
| 1994  | Sénateur            | Huffington 48,7 % - 44,2 %     |
| 1996  | Président           | Clinton 46,7 % - 41,4 %        |
| 1998  | Gouverneur          | Davis 54,4 % - 42,4 %          |
| 1998  | Sénateur            | Boxer 48,8 % - 48,0            |
| 2000  | Président           | Gore 50,7 % - 44,3 %           |
| 2000  | Sénateur            | Feinstein 53,4 % - 39,4 %      |
| 2002  | Gouverneur          | Davis 49,5 % - 39,8 %          |
| 2003  | Rappel,             | Oui 54,3 % - 45,7 %            |
| 2003  | Rappel,             | Schwarzenegger 48,4 % - 32,2 % |
| 2004  | Président           | Kerry 59,0 % - 39,6 %          |
| 2004  | Sénateur            | Boxer 61,9 % - 32,8 %          |
| 2006  | Gouverneur          | Schwarzenegger 52,5 % - 42,6 % |
| 2006  | Sénateur            | Feinstein 63,4 % - 31,1 %      |
| 2008  | Président           | Obama 64,4 % - 33,5 %          |
| 2010  | Gouverneur          | Brown 56,3 % - 38,8 %          |
| 2010  | Sénateur            | Boxer 56,1 % - 38,9 %          |
| 2012  | Président           | Obama 50,7 % - 47,5 %          |
| 2012  | Sénateur            | Feinstein 53,7 % - 46,3 %      |
| 2014  | Gouverneur          | Brown 52,6 % - 47,4 %          |
| 2016  | Président           | Clinton 52,2 % - 43,3 %        |
| 2016  | Sénateur            | Harris 60,0 % - 40,0 %         |
| 2018  | Gouverneur          | Newsom 53,2 % - 46,8 %         |
| 2018  | Sénateur            | de León 51,7 % - 48,3 %        |
| 2020  | Président           | Biden 55,9 % - 42,3 %          |
| 2021  | Sénateur            | Non 54,9 % - 45,1 %            |
| 2022  | Gouverneur          | Newsom 66,8 % - 33,2 %         |
| 2022  | Sénateur            | Padilla 69,4 % - 30,6 %        |

## Liste des Représentants du district
| Membre                           | Parti       | Dates                             | Congrès     | Histoire électorale | Zone géographique |
| -------------------------------- | ----------- | --------------------------------- | ----------- | --- | --- |
| District créée le 3 janvier 1963 |             |                                   |             | | |
| Bob Wilson (en)                  | Républicain | 3 janvier 1963 - 3 janvier 1973   | 88e - 92e   | Redécoupage depuis le 30e district et réélu en 1962. Réélu en 1964. Réélu en 1966. Réélu en 1968. Réélu en 1970. Redécoupage vers le 40e district.                                                             | 1963–1969 San Diego (Ville de San Diego) |
| Bob Wilson (en)                  | Républicain | 3 janvier 1963 - 3 janvier 1973   | 88e - 92e   | Redécoupage depuis le 30e district et réélu en 1962. Réélu en 1964. Réélu en 1966. Réélu en 1968. Réélu en 1970. Redécoupage vers le 40e district.                                                             | 1969–1973 San Diego (Ville de San Diego) |
| William M. Ketchum (en)          | Républicain | 3 janvier 1973 - 3 janvier 1975   | 93e         | Élu en 1972. Redécoupage vers le 18e district. | 1973–1975 Kern, Kings, San Luis Obispo (partie intérieur), Santa Barbara |
| George Brown Jr. (en)            | Démocrate   | 3 janvier 1975 - 3 janvier 1993   | 94e - 102e  | Redécoupage depuis le 38e district et réélu en 1974. Réélu en 1976. Réélu en 1978. Réélu en 1980. Réélu en 1982. Réélu en 1984. Réélu en 1986. Réélu en 1988. Réélu en 1990. Redécoupage vers le 42e district. | 1975–1983 Riverside, San Bernardino (Inland Empire) |
| George Brown Jr. (en)            | Démocrate   | 3 janvier 1975 - 3 janvier 1993   | 94e - 102e  | Redécoupage depuis le 38e district et réélu en 1974. Réélu en 1976. Réélu en 1978. Réélu en 1980. Réélu en 1982. Réélu en 1984. Réélu en 1986. Réélu en 1988. Réélu en 1990. Redécoupage vers le 42e district. | 1983–1993 Riverside, San Bernardino (Inland Empire) |
| Jane Harman                      | Démocrate   | 3 janvier 1993 - 3 janvier 1999   | 103e - 105e | Élue en 1992. Réélue en 1994. Réélue en 1996. Retrait pour se présenter comme Gouverneur de Californie. | 1993–2003 Los Angeles (Partie Sud-Ouest) |
| Steven T. Kuykendall (en)        | Républicain | 3 janvier 1999 - 3 janvier 2001   | 106e        | Élu en 1998. Perds sa réélection. | 1993–2003 Los Angeles (Partie Sud-Ouest) |
| Jane Harman                      | Démocrate   | 3 janvier 2001 - 28 février 2011  | 107e - 112e | Élue en 2000. Réélue en 2002. Réélue en 2004. Réélue en 2006. Réélue en 2008. Réélue en 2010. Démissionne pour devenir la Directrice du Woodrow Wilson International Center for Scholars.                      | 1993–2003 Los Angeles (Partie Sud-Ouest) |
| Jane Harman                      | Démocrate   | 3 janvier 2001 - 28 février 2011  | 107e - 112e | Élue en 2000. Réélue en 2002. Réélue en 2004. Réélue en 2006. Réélue en 2008. Réélue en 2010. Démissionne pour devenir la Directrice du Woodrow Wilson International Center for Scholars.                      | 2003–2013 Los Angeles (Partie Sud-Ouest) |
| Vacant                           | Vacant      | 28 février 2011 - 12 juillet 2011 | 112e        | | |
| Janice Hahn                      | Démocrate   | 12 juillet 2011 - 3 janvier 2013  | 112e        | Élue pour terminer le mandat de Harman. Redécoupage vers le 44e district. | |
| Raul Ruiz                        | Démocrate   | 3 janvier 2013 - 3 janvier 2023   | 113e - 117e | Élu en 2012. Réélu en 2014. Réélu en 2016. Réélu en 2018. Réélu en 2020. Redécoupage vers le 25e district. | 2013–2023 Riverside (Partie Est, Palm Springs) |
| Ted Lieu                         | Démocrate   | 3 janvier 2023 - en cours         | 118e - 119e | Redécoupage depuis le 33e district. Réélu en 2022. Réélu en 2024. | 2023–Présent À l'ouest du comté de Los Angeles et des villes balnéaires de South Bay, y compris des parties de Torrance et de toute la péninsule de Palos Verdes dans le comté de Los Angeles |

## Résultats des récentes élections
Voici les résultats des dix précédents cycles électoraux dans le district.

### 2004
| Élection de 2004 du 36e district congressionnel de Californie | Élection de 2004 du 36e district congressionnel de Californie | Élection de 2004 du 36e district congressionnel de Californie | Élection de 2004 du 36e district congressionnel de Californie | Élection de 2004 du 36e district congressionnel de Californie |
| ------------------------------------------------------------- | ------------------------------------------------------------- | ------------------------------------------------------------- | ------------------------------------------------------------- | ------------------------------------------------------------- |
| Parti                                                         | Parti                                                         | Candidat                                                      | Votes                                                         | %                                                             |
|                                                               | Démocrate                                                     | Jane Harman (sortante)                                        | 151 208                                                       | 62,0                                                          |
|                                                               | Républicain                                                   | Paul Whitehead                                                | 81 666                                                        | 33,5                                                          |
|                                                               | Paix et Liberté                                               | Alice Stek                                                    | 6105                                                          | 2,5                                                           |
|                                                               | Libertarien                                                   | Mike Binkley                                                  | 5065                                                          | 2,0                                                           |
| Total des votes                                               | Total des votes                                               | Total des votes                                               | 244 144                                                       | 100%                                                          |
|                                                               | Les Démocrates conservent                                     |                                                               |                                                               |                                                               |

### 2006
| Élection de 2006 du 36e district congressionnel de Californie | Élection de 2006 du 36e district congressionnel de Californie | Élection de 2006 du 36e district congressionnel de Californie | Élection de 2006 du 36e district congressionnel de Californie | Élection de 2006 du 36e district congressionnel de Californie |
| ------------------------------------------------------------- | ------------------------------------------------------------- | ------------------------------------------------------------- | ------------------------------------------------------------- | ------------------------------------------------------------- |
| Parti                                                         | Parti                                                         | Candidat                                                      | Votes                                                         | %                                                             |
|                                                               | Démocrate                                                     | Jane Harman (sortante)                                        | 105 323                                                       | 63,4                                                          |
|                                                               | Républicain                                                   | Brian Gibson                                                  | 53 068                                                        | 32,0                                                          |
|                                                               | Paix et Liberté                                               | James R. Smith                                                | 4592                                                          | 2,7                                                           |
|                                                               | Libertarien                                                   | Mike Binkley                                                  | 3170                                                          | 1,9                                                           |
| Total des votes                                               | Total des votes                                               | Total des votes                                               | 166 153                                                       | 100%                                                          |
|                                                               | Les Démocrates conservent                                     |                                                               |                                                               |                                                               |

### 2008
| Élection de 2008 du 36e district congressionnel de Californie | Élection de 2008 du 36e district congressionnel de Californie | Élection de 2008 du 36e district congressionnel de Californie | Élection de 2008 du 36e district congressionnel de Californie | Élection de 2008 du 36e district congressionnel de Californie |
| ------------------------------------------------------------- | ------------------------------------------------------------- | ------------------------------------------------------------- | ------------------------------------------------------------- | ------------------------------------------------------------- |
| Parti                                                         | Parti                                                         | Candidat                                                      | Votes                                                         | %                                                             |
|                                                               | Démocrate                                                     | Jane Harman (sortante)                                        | 171 948                                                       | 68,7                                                          |
|                                                               | Républicain                                                   | Brian Gibson                                                  | 78 543                                                        | 31,3                                                          |
| Total des votes                                               | Total des votes                                               | Total des votes                                               | 250 491                                                       | 100%                                                          |
|                                                               | Les Démocrates conservent                                     |                                                               |                                                               |                                                               |

### 2010
| Élection de 2010 du 36e district congressionnel de Californie | Élection de 2010 du 36e district congressionnel de Californie | Élection de 2010 du 36e district congressionnel de Californie | Élection de 2010 du 36e district congressionnel de Californie | Élection de 2010 du 36e district congressionnel de Californie |
| ------------------------------------------------------------- | ------------------------------------------------------------- | ------------------------------------------------------------- | ------------------------------------------------------------- | ------------------------------------------------------------- |
| Parti                                                         | Parti                                                         | Candidat                                                      | Votes                                                         | %                                                             |
|                                                               | Démocrate                                                     | Jane Harman (sortante)                                        | 114 489                                                       | 59,7                                                          |
|                                                               | Républicain                                                   | Mattie Fein                                                   | 66 706                                                        | 34,7                                                          |
|                                                               | Libertarien                                                   | Herb Peters                                                   | 10 840                                                        | 5,6                                                           |
| Total des votes                                               | Total des votes                                               | Total des votes                                               | 192 035                                                       | 100%                                                          |
|                                                               | Les Démocrates conservent                                     |                                                               |                                                               |                                                               |

### 2011 (Spéciale)
| Élection Spéciale de 2011 du 36e district congressionnel de Californie | Élection Spéciale de 2011 du 36e district congressionnel de Californie | Élection Spéciale de 2011 du 36e district congressionnel de Californie | Élection Spéciale de 2011 du 36e district congressionnel de Californie | Élection Spéciale de 2011 du 36e district congressionnel de Californie |
| ---------------------------------------------------------------------- | ---------------------------------------------------------------------- | ---------------------------------------------------------------------- | ---------------------------------------------------------------------- | ---------------------------------------------------------------------- |
| Parti                                                                  | Parti                                                                  | Candidat                                                               | Votes                                                                  | %                                                                      |
|                                                                        | Démocrate                                                              | Janice Hahn                                                            | 47 000                                                                 | 54,9                                                                   |
|                                                                        | Républicain                                                            | Craig Huey                                                             | 38 624                                                                 | 45,1                                                                   |
| Total des votes                                                        | Total des votes                                                        | Total des votes                                                        | 85 624                                                                 | 100%                                                                   |
|                                                                        | Les Démocrates conservent                                              |                                                                        |                                                                        |                                                                        |

### 2012
| Élection de 2012 du 36e district congressionnel de Californie | Élection de 2012 du 36e district congressionnel de Californie | Élection de 2012 du 36e district congressionnel de Californie | Élection de 2012 du 36e district congressionnel de Californie | Élection de 2012 du 36e district congressionnel de Californie |
| ------------------------------------------------------------- | ------------------------------------------------------------- | ------------------------------------------------------------- | ------------------------------------------------------------- | ------------------------------------------------------------- |
| Parti                                                         | Parti                                                         | Candidat                                                      | Votes                                                         | %                                                             |
|                                                               | Démocrate                                                     | Raul Ruiz                                                     | 110 189                                                       | 52,9                                                          |
|                                                               | Républicain                                                   | Mary Bono (sortante)                                          | 97 953                                                        | 47,1                                                          |
| Total des votes                                               | Total des votes                                               | Total des votes                                               | 208 142                                                       | 100%                                                          |
|                                                               | Les Démocrates prennent aux Républicains                      |                                                               |                                                               |                                                               |

### 2014
| Élection de 2014 du 36e district congressionnel de Californie | Élection de 2014 du 36e district congressionnel de Californie | Élection de 2014 du 36e district congressionnel de Californie | Élection de 2014 du 36e district congressionnel de Californie | Élection de 2014 du 36e district congressionnel de Californie |
| ------------------------------------------------------------- | ------------------------------------------------------------- | ------------------------------------------------------------- | ------------------------------------------------------------- | ------------------------------------------------------------- |
| Parti                                                         | Parti                                                         | Candidat                                                      | Votes                                                         | %                                                             |
|                                                               | Démocrate                                                     | Raul Ruiz (sortant)                                           | 72 682                                                        | 54,2                                                          |
|                                                               | Républicain                                                   | Brian Nestande                                                | 61 457                                                        | 45,8                                                          |
| Total des votes                                               | Total des votes                                               | Total des votes                                               | 134 139                                                       | 100%                                                          |
|                                                               | Les Démocrates conservent                                     |                                                               |                                                               |                                                               |

### 2016
| Élection de 2016 du 36e district congressionnel de Californie | Élection de 2016 du 36e district congressionnel de Californie | Élection de 2016 du 36e district congressionnel de Californie | Élection de 2016 du 36e district congressionnel de Californie | Élection de 2016 du 36e district congressionnel de Californie |
| ------------------------------------------------------------- | ------------------------------------------------------------- | ------------------------------------------------------------- | ------------------------------------------------------------- | ------------------------------------------------------------- |
| Parti                                                         | Parti                                                         | Candidat                                                      | Votes                                                         | %                                                             |
|                                                               | Démocrate                                                     | Raul Ruiz (sortant)                                           | 144 348                                                       | 62,1                                                          |
|                                                               | Républicain                                                   | Jeff Stone                                                    | 88 269                                                        | 37,9                                                          |
| Total des votes                                               | Total des votes                                               | Total des votes                                               | 232 617                                                       | 100%                                                          |
|                                                               | Les Démocrates conservent                                     |                                                               |                                                               |                                                               |

### 2018
| Élection de 2018 du 36e district congressionnel de Californie | Élection de 2018 du 36e district congressionnel de Californie | Élection de 2018 du 36e district congressionnel de Californie | Élection de 2018 du 36e district congressionnel de Californie | Élection de 2018 du 36e district congressionnel de Californie |
| ------------------------------------------------------------- | ------------------------------------------------------------- | ------------------------------------------------------------- | ------------------------------------------------------------- | ------------------------------------------------------------- |
| Parti                                                         | Parti                                                         | Candidat                                                      | Votes                                                         | %                                                             |
|                                                               | Démocrate                                                     | Raul Ruiz (sortant)                                           | 122 169                                                       | 59,0                                                          |
|                                                               | Républicain                                                   | Kimberlin Brown Pelzer                                        | 84 839                                                        | 41,0                                                          |
| Total des votes                                               | Total des votes                                               | Total des votes                                               | 207 008                                                       | 100%                                                          |
|                                                               | Les Démocrates conservent                                     |                                                               |                                                               |                                                               |

### 2020
| Élection de 2020 du 36e district congressionnel de Californie | Élection de 2020 du 36e district congressionnel de Californie | Élection de 2020 du 36e district congressionnel de Californie | Élection de 2020 du 36e district congressionnel de Californie | Élection de 2020 du 36e district congressionnel de Californie |
| ------------------------------------------------------------- | ------------------------------------------------------------- | ------------------------------------------------------------- | ------------------------------------------------------------- | ------------------------------------------------------------- |
| Parti                                                         | Parti                                                         | Candidat                                                      | Votes                                                         | %                                                             |
|                                                               | Démocrate                                                     | Raul Ruiz (sortant)                                           | 185 151                                                       | 60,3                                                          |
|                                                               | Républicain                                                   | Erin Cruz                                                     | 121 698                                                       | 39,7                                                          |
| Total des votes                                               | Total des votes                                               | Total des votes                                               | 306 849                                                       | 100%                                                          |
|                                                               | Les Démocrates conservent                                     |                                                               |                                                               |                                                               |

### 2022
La Californie a tenu sa Primaire Jungle le 7 juin 2022, selon ce système de Primaire, tous les candidats sont sur le même bulletin de vote, et les deux arrivés en tête s'affronteront le jour de l'Élection Générale, à savoir le 8 novembre 2022.
| Primaire Jungle 2022 du 36e district congressionnel de Californie | Primaire Jungle 2022 du 36e district congressionnel de Californie | Primaire Jungle 2022 du 36e district congressionnel de Californie | Primaire Jungle 2022 du 36e district congressionnel de Californie | Primaire Jungle 2022 du 36e district congressionnel de Californie |
| ----------------------------------------------------------------- | ----------------------------------------------------------------- | ----------------------------------------------------------------- | ----------------------------------------------------------------- | ----------------------------------------------------------------- |
| Parti                                                             | Parti                                                             | Candidat                                                          | Votes                                                             | %                                                                 |
|                                                                   | Démocrate                                                         | Ted Lieu (sortant)                                                | 122 969                                                           | 67,1                                                              |
|                                                                   | Républicain                                                       | Joe Collins                                                       | 24 553                                                            | 13,4                                                              |
|                                                                   | Républicain                                                       | Derrick Gates                                                     | 10 263                                                            | 5,6                                                               |
|                                                                   | Républicain                                                       | Ariana Hakami                                                     | 9760                                                              | 5,3                                                               |
|                                                                   | Républicain                                                       | Claire Ragge                                                      | 7351                                                              | 4,0                                                               |
|                                                                   | Démocrate                                                         | Colin Kilpatrick Obrien                                           | 6221                                                              | 3,4                                                               |
|                                                                   | Indépendant                                                       | Steve Williams                                                    | 1180                                                              | 0,6                                                               |
|                                                                   | Indépendant                                                       | Matthew Jesuele                                                   | 976                                                               | 0,5                                                               |

| Élection de 2022 du 36e district congressionnel de Californie | Élection de 2022 du 36e district congressionnel de Californie | Élection de 2022 du 36e district congressionnel de Californie | Élection de 2022 du 36e district congressionnel de Californie | Élection de 2022 du 36e district congressionnel de Californie |
| ------------------------------------------------------------- | ------------------------------------------------------------- | ------------------------------------------------------------- | ------------------------------------------------------------- | ------------------------------------------------------------- |
| Parti                                                         | Parti                                                         | Candidat                                                      | Votes                                                         | %                                                             |
|                                                               | Démocrate                                                     | Ted Lieu (sortant)                                            | 194 299                                                       | 69,8                                                          |
|                                                               | Républicain                                                   | Joe Collins                                                   | 84 264                                                        | 30,2                                                          |
| Total des votes                                               | Total des votes                                               | Total des votes                                               | 278 563                                                       | 100%                                                          |
|                                                               | Les Démocrates conservent                                     |                                                               |                                                               |                                                               |

### 2024
La Californie a tenu sa Primaire Jungle le 5 mars 2024, selon ce système de Primaire, tous les candidats sont sur le même bulletin de vote, et les deux arrivés en tête s'affronteront le jour de l'Élection Générale, à savoir le 5 novembre 2024.
| Primaire Jungle 2024 du 36e district congressionnel de Californie | Primaire Jungle 2024 du 36e district congressionnel de Californie | Primaire Jungle 2024 du 36e district congressionnel de Californie | Primaire Jungle 2024 du 36e district congressionnel de Californie | Primaire Jungle 2024 du 36e district congressionnel de Californie |
| ----------------------------------------------------------------- | ----------------------------------------------------------------- | ----------------------------------------------------------------- | ----------------------------------------------------------------- | ----------------------------------------------------------------- |
| Parti                                                             | Parti                                                             | Candidat                                                          | Votes                                                             | %                                                                 |
|                                                                   | Démocrate                                                         | Ted Lieu (sortant)                                                | 125 858                                                           | 68,5                                                              |
|                                                                   | Républicain                                                       | Melissa Toomim                                                    | 27 440                                                            | 14,9                                                              |
|                                                                   | Républicain                                                       | Ariana Hakami                                                     | 25 823                                                            | 14,1                                                              |
|                                                                   | Indépendant                                                       | Claire Anderson                                                   | 4509                                                              | 2,5                                                               |

| Élection de 2024 du 36e district congressionnel de Californie | Élection de 2024 du 36e district congressionnel de Californie | Élection de 2024 du 36e district congressionnel de Californie | Élection de 2024 du 36e district congressionnel de Californie | Élection de 2024 du 36e district congressionnel de Californie |
| ------------------------------------------------------------- | ------------------------------------------------------------- | ------------------------------------------------------------- | ------------------------------------------------------------- | ------------------------------------------------------------- |
| Parti                                                         | Parti                                                         | Candidat                                                      | Votes                                                         | %                                                             |
|                                                               | Démocrate                                                     | Ted Lieu (sortant)                                            | 246 002                                                       | 68,7                                                          |
|                                                               | Républicain                                                   | Melissa Toomim                                                | 111 985                                                       | 31,3                                                          |
| Total des votes                                               | Total des votes                                               | Total des votes                                               | 357 987                                                       | 100%                                                          |
|                                                               | Les Démocrates conservent                                     |                                                               |                                                               |                                                               |

## Frontières historiques du district
De 1993 à 2013, le 36e était situé dans le sud-ouest du Comté de Los Angeles et comprenait Manhattan Beach, Hermosa Beach, Torrance, Redondo Beach et des parties de Los Angeles même. Ce district a été en grande partie démantelé après le recensement de 2010 et s'est déplacé vers l'est jusqu'au Comté de Riverside et comprend Palm Springs et La Quinta. L'actuel 36e est en grande partie le successeur de l'ancien 45e district.